# Мартинес, Давид (футболист, 1998)
Эктор Давид Мартинес (исп. Héctor David Martínez; род. 21 января 1998, Аргентина) — парагвайский футболист аргентинского происхождения, защитник клуба «Интер Майами» и сборной Парагвая.

## Клубная карьера
Мартинес — воспитанник футбольной академии клуба «Ривер Плейт». 3 декабря 2018 года в матче против «Химнасии Ла-Плата» он дебютировал в аргентинской Примере. Летом 2019 года для получения игровой практики Мартинес перешёл в «Дефенса и Хустисия» на правах аренды. 18 августа в матче против «Арсенала» Саранди он дебютировал за новый клуб. 8 декабря в поединке против «Годой-Крус» Давид забил свой первый гол за «Дефенса и Хустисия». По окончании аренды клуб выкупил трансфер игрока. В 2020 году он помог команде завоевать Южноамериканский кубок. В 2021 году Мартинес вернулся на правах аренды в «Ривер Плейт». 29 апреля в поединке Кубка Либертадорес колумбийского «Атлетико Хуниор» Давид забил свой первый гол за клуб. В том же году он стал чемпионом Аргентины.
25 июля 2024 года Мартинес был арендован клубом MLS «Интер Майами» до июля 2025 года с опцией выкупа. За американский клуб он дебютировал 27 июля в матче Кубка лиг 2024 против мексиканской «Пуэблы».

## Международная карьера
В 2015 году Мартинес принял участие в юношеском чемпионате Южной Америки в Парагвае. На турнире он сыграл в матчах против команд Парагвая, Колумбии, Уругвая и дважды Эквадора.
В том же году Мартинес принял участие в юношеском чемпионате мира в Чили. На турнире он сыграл в матче против команды Австралии.
В 2021 году Давид принял решение выступать за Парагвай. В том же году Мартинес принял участие в Кубке Америки в Бразилии. На турнире он сыграл в матчах против команд Боливии, Уругвая, Чили и Перу. 10 сентября в отборочном матче чемпионата мира 2022 против сборной Венесуэлы Давид забил свой первый гол за национальную команду.

### Голы за сборную Парагвая
| #   | Дата             | Место                                    | Противник | Счёт | Результат | Соревнование                       |
| --- | ---------------- | ---------------------------------------- | --------- | ---- | --------- | ---------------------------------- |
| 01. | 10 сентября 2021 | Дефенсорес дель Чако, Асунсьон, Парагвай | Венесуэла | 1:0  | 2:1       | Чемпионат мира 2022 (квалификация) |

## Достижения
Командные
 «Дефенса и Хустисия»
- Обладатель Южноамериканского кубка — 2020

 «Ривер Плейт»
- Победитель аргентинской Примеры — Апертура 2021